# Llista de monuments de Falset
Llista de monuments de Falset inclosos en l'Inventari del Patrimoni Arquitectònic Català pel municipi de Falset (Priorat). Inclou els inscrits en el Registre de Béns Culturals d'Interès Nacional (BCIN) amb la classificació de monuments històrics, els Béns Culturals d'Interès Local (BCIL) de caràcter immoble i la resta de béns arquitectònics integrants del patrimoni cultural català.
| Monument                                                      | Protecció    | Estil/època                                    | Localització                                                          | Coordenades                                          | Codi?         | Imatge |
| ------------------------------------------------------------- | ------------ | ---------------------------------------------- | --------------------------------------------------------------------- | ---------------------------------------------------- | ------------- | --- |
| Castell de Falset                                             | BCIN 839-MH  | XIII-XIX                                       | Falset C. Bonaventura Pascó                                           | 41° 08′ 43″ N, 0° 48′ 59″ E / 41.145248°N,0.816374°E | RI-51-0006624 | Castell de Falset · Vegeu més fotos d'aquest monument · Carregueu una nova foto d'aquest monument                             |
| Muralla de Falset, Portal dels Ferrers, Portal del Bou        | BCIN 840-MH  | Medieval, XV-XVI                               | Falset                                                                | 41° 08′ 46″ N, 0° 49′ 04″ E / 41.146026°N,0.817867°E | RI-51-0006625 | Muralla de Falset · Vegeu més fotos d'aquest monument · Carregueu una nova foto d'aquest monument                             |
| Celler Cooperatiu                                             | BCIN 1943-MH | Modernisme Cèsar Martinell XX (1919)           | Falset Av. de la Generalitat, 21                                      | 41° 08′ 33″ N, 0° 49′ 05″ E / 41.14261°N,0.818013°E  | RI-51-0010773 | Celler Cooperatiu (Falset) · Vegeu més fotos d'aquest monument · Carregueu una nova foto d'aquest monument                    |
| Nucli històric de Falset, Malanyet                            | BCIL 2008    | XII                                            | Falset Entre muralles                                                 | 41° 08′ 45″ N, 0° 49′ 10″ E / 41.145948°N,0.819367°E | IPA-11166     | Nucli històric de Falset · Vegeu més fotos d'aquest monument · Carregueu una nova foto d'aquest monument                      |
| Plaça d'Àngel Marquès, o Plaça Vella, Plaça de la Carnisseria |              | Obra popular                                   | Falset Pl. Àngel Marquès                                              | 41° 08′ 44″ N, 0° 49′ 06″ E / 41.145663°N,0.818274°E | IPA-11167     | Plaça d'Àngel Marquès (Falset) · Vegeu més fotos d'aquest monument · Carregueu una nova foto d'aquest monument                |
| Plaça de la Quartera                                          | BCIL 2008    | Obra popular                                   | Falset Pl. de la Quartera                                             | 41° 08′ 45″ N, 0° 49′ 12″ E / 41.145765°N,0.820100°E | IPA-11168     | Plaça de la Quartera (Falset) · Vegeu més fotos d'aquest monument · Carregueu una nova foto d'aquest monument                 |
| Carrer dels Arcs                                              | BCIL 2008    | Obra popular                                   | Falset C. dels Arcs                                                   | 41° 08′ 45″ N, 0° 49′ 15″ E / 41.145706°N,0.820751°E | IPA-11172     | Carrer dels Arcs (Falset) · Vegeu més fotos d'aquest monument · Carregueu una nova foto d'aquest monument                     |
| Església de Santa Maria                                       | BCIL 2008    | Barroc XVIII                                   | Falset Pl. de Sant Jordi, 3                                           | 41° 08′ 48″ N, 0° 49′ 08″ E / 41.14653°N,0.81902°E   | IPA-11175     | Església de Santa Maria (Falset) · Vegeu més fotos d'aquest monument · Carregueu una nova foto d'aquest monument              |
| Ajuntament de Falset, Palau dels Ducs de Medinaceli           | BCIL 2008    | Renaixement XVII                               | Falset Pl. de la Quartera, 41                                         | 41° 08′ 46″ N, 0° 49′ 12″ E / 41.14615°N,0.82007°E   | IPA-11176     | Ajuntament de Falset · Vegeu més fotos d'aquest monument · Carregueu una nova foto d'aquest monument                          |
| Ermita de Sant Gregori                                        | BCIL 2008    | Obra popular XVII, XX                          | Falset Prop del poble, amb accés per la carretera a Reus N-420        | 41° 08′ 22″ N, 0° 50′ 08″ E / 41.139577°N,0.835567°E | IPA-11178     | Ermita de Sant Gregori (Falset) · Vegeu més fotos d'aquest monument · Carregueu una nova foto d'aquest monument               |
| Can Rull                                                      | BCIL 2008    | Gòtic XV                                       | Falset C. de Dalt, 20 A                                               | 41° 08′ 47″ N, 0° 49′ 12″ E / 41.146513°N,0.820081°E | IPA-11179     | Can Rull (Falset) · Vegeu més fotos d'aquest monument · Carregueu una nova foto d'aquest monument                             |
| Mas de l'Anguera                                              | BCIL 2008    | Obra popular, barroc XVIII                     | Falset Prop de la ctra. a Bellmunt a uns 2 km del poble               | 41° 09′ 03″ N, 0° 47′ 31″ E / 41.150885°N,0.791914°E | IPA-11180     | Carregueu una nova foto d'aquest monument                                                                                     |
| Can Sans                                                      |              | Obra popular, barroc XVIII                     | Falset Pl. d'Àngel Marquès, 18                                        | 41° 08′ 45″ N, 0° 49′ 06″ E / 41.145703°N,0.818333°E | IPA-11182     | Can Sans (Falset) · Vegeu més fotos d'aquest monument · Carregueu una nova foto d'aquest monument                             |
| Ca Tost                                                       |              | Obra popular XVI                               | Falset Pl. de l'Àngel Marquès, 17                                     | 41° 08′ 45″ N, 0° 49′ 06″ E / 41.145710°N,0.818247°E | IPA-11183     | Ca Tost (Falset) · Vegeu més fotos d'aquest monument · Carregueu una nova foto d'aquest monument                              |
| Can Rué                                                       |              | Obra popular XVI                               | Falset C. Bonaventura Pascó, 10                                       | 41° 08′ 44″ N, 0° 49′ 04″ E / 41.1456°N,0.81766°E    | IPA-11184     | Can Rué (Falset) · Vegeu més fotos d'aquest monument · Carregueu una nova foto d'aquest monument                              |
| Safareigs i font del Batlle                                   |              | Obra popular XIX                               | Falset C. de Baix                                                     | 41° 08′ 43″ N, 0° 49′ 07″ E / 41.145285°N,0.818495°E | IPA-11186     | Safareigs i font del Batlle (Falset) · Vegeu més fotos d'aquest monument · Carregueu una nova foto d'aquest monument          |
| Cooperativa Agrícola                                          |              | Noucentisme XX                                 | Falset C. Miquel Barceló, 31                                          | 41° 08′ 37″ N, 0° 49′ 06″ E / 41.143694°N,0.818430°E | IPA-11187     | Carregueu una nova foto d'aquest monument                                                                                     |
| Col·legi Públic Antoni Vilanova                               | BCIL 2008    | Eclecticisme Ramon Salas Ricomà XX (1909-1916) | Falset Av. de Reus, 2                                                 | 41° 08′ 46″ N, 0° 49′ 20″ E / 41.14624°N,0.82212°E   | IPA-11189     | Col·legi Públic Antoni Vilanova (Falset) · Vegeu més fotos d'aquest monument · Carregueu una nova foto d'aquest monument      |
| Edifici del Banc Central                                      | BCIL 2008    | Eclecticisme XX                                | Falset C. Miquel Barceló, 2                                           | 41° 08′ 42″ N, 0° 49′ 14″ E / 41.14489°N,0.82047°E   | IPA-11190     | Edifici del Banc Central (Falset) · Vegeu més fotos d'aquest monument · Carregueu una nova foto d'aquest monument             |
| Can Magrinyà                                                  | BCIL 2008    | Barroc XVIII                                   | Falset C. de Baix, 41                                                 | 41° 08′ 43″ N, 0° 49′ 07″ E / 41.14525°N,0.81869°E   | IPA-11191     | Can Magrinyà (Falset) · Vegeu més fotos d'aquest monument · Carregueu una nova foto d'aquest monument                         |
| La Peixeteria                                                 |              | Obra popular XX                                | Falset C. de Baix, 30                                                 | 41° 08′ 43″ N, 0° 49′ 09″ E / 41.14539°N,0.81912°E   | IPA-11192     | La Peixeteria (Falset) · Vegeu més fotos d'aquest monument · Carregueu una nova foto d'aquest monument                        |
| Museu Comarcal, Palau dels Comtes d'Azahara, o la Casa Gran   | BCIL 2008    | Renaixement XV                                 | Falset Pl. de la Quartera, 1                                          | 41° 08′ 47″ N, 0° 49′ 14″ E / 41.14645°N,0.8205°E    | IPA-11193     | Museu Comarcal (Falset) · Vegeu més fotos d'aquest monument · Carregueu una nova foto d'aquest monument                       |
| L'Abadia, o Casa Parroquial                                   | BCIL 2008    | Obra popular XIX (1806)                        | Falset C. de Dalt, 20                                                 | 41° 08′ 48″ N, 0° 49′ 12″ E / 41.14653°N,0.81989°E   | IPA-11194     | Carregueu una nova foto d'aquest monument                                                                                     |
| Mas del Siurana                                               | BCIL 2008    | Historicisme XIX (1890)                        | Falset A 2,5 km del poble pel camí que surt de la ctra. de Gratallops | 41° 09′ 34″ N, 0° 48′ 21″ E / 41.159543°N,0.805919°E | IPA-11195     | Carregueu una nova foto d'aquest monument                                                                                     |
| Font de l'Amades, o Font del carrer de Baix                   |              | Obra popular XIX                               | Falset C. de Baix                                                     | 41° 08′ 42″ N, 0° 49′ 12″ E / 41.145017°N,0.820077°E | IPA-11196     | Font de l'Amades (Falset) · Vegeu més fotos d'aquest monument · Carregueu una nova foto d'aquest monument                     |
| Font del carrer de la Font del Forn                           |              | Obra popular XX                                | Falset C. de la Font del Forn                                         | 41° 08′ 44″ N, 0° 49′ 10″ E / 41.145463°N,0.819567°E | IPA-11197     | Font del carrer de la Font del Forn (Falset) · Vegeu més fotos d'aquest monument · Carregueu una nova foto d'aquest monument  |
| Creu de terme de la Mare de Déu de Gràcia                     |              | XX                                             | Falset Al costat del cementiri                                        | 41° 08′ 45″ N, 0° 48′ 47″ E / 41.145708°N,0.813075°E | IPA-11198     | Creu de terme de la Mare de Déu de Gràcia (Falset) · Modifica el valor a Wikidata · Carregueu una nova foto d'aquest monument |
| Cal Rull II                                                   |              | Obra popular XIX                               | Falset C. de Dalt, 44                                                 | 41° 08′ 46″ N, 0° 49′ 09″ E / 41.14598°N,0.8192°E    | IPA-11199     | Carregueu una nova foto d'aquest monument                                                                                     |
| Els Masos de Dalt                                             |              | Obra popular XVIII                             | Falset Al sector dels Masos al peu del camí carreter                  | 41° 11′ 07″ N, 0° 48′ 18″ E / 41.185258°N,0.804984°E | IPA-11200     | Carregueu una nova foto d'aquest monument                                                                                     |
| Els Masos de Baix                                             |              | Obra popular XVIII                             | Falset Al sector dels Masos, al final del camí carreter               | 41° 11′ 10″ N, 0° 47′ 47″ E / 41.186168°N,0.796494°E | IPA-11201     | Carregueu una nova foto d'aquest monument                                                                                     |
| Mas de l'Havanero                                             |              | Obra popular XVIII                             | Falset A uns 3 km del poble, vora el barranc de la Sardana            | 41° 10′ 08″ N, 0° 49′ 06″ E / 41.169019°N,0.818280°E | IPA-11202     | Carregueu una nova foto d'aquest monument                                                                                     |
| Can Pascó                                                     |              | Obra popular, gòtic XV                         | Falset C. Bonaventura Pascó, 3                                        | 41° 08′ 44″ N, 0° 49′ 04″ E / 41.145510°N,0.817896°E | IPA-11203     | Carregueu una nova foto d'aquest monument                                                                                     |
| Can Pujol                                                     |              | XIX                                            | Falset C. de Dalt, 27                                                 | 41° 08′ 45″ N, 0° 49′ 10″ E / 41.145928°N,0.819391°E | IPA-11204     | Carregueu una nova foto d'aquest monument                                                                                     |
| Can Guiu                                                      |              | Obra popular XVII                              | Falset C. de Dalt, 33                                                 | 41° 08′ 44″ N, 0° 49′ 08″ E / 41.145670°N,0.818858°E | IPA-11205     | Carregueu una nova foto d'aquest monument                                                                                     |
| Cal Nap, o Cal Coll                                           |              | Obra popular XIX                               | Falset C. Francesc Puig i Bes, 5                                      | 41° 08′ 47″ N, 0° 49′ 15″ E / 41.146520°N,0.820712°E | IPA-11206     | Carregueu una nova foto d'aquest monument                                                                                     |
| Cal Monlleó                                                   |              | Eclecticisme XIX                               | Falset Pl. de la Quartera, 2                                          | 41° 08′ 46″ N, 0° 49′ 13″ E / 41.146135°N,0.820373°E | IPA-11207     | Carregueu una nova foto d'aquest monument                                                                                     |
| Mas de Trucafort                                              |              | Obra popular XX                                | Falset Ctra. de Bellmunt                                              | 41° 08′ 46″ N, 0° 49′ 13″ E / 41.146135°N,0.820373°E | IPA-11208     | Carregueu una nova foto d'aquest monument                                                                                     |
| Antic Convent de les Carmelites, o Residència de les Vinyes   |              | Obra popular, barroc XVIII-XIX                 | Falset C. Josep Maria Gich, 3                                         | 41° 08′ 33″ N, 0° 49′ 15″ E / 41.142539°N,0.820927°E | IPA-40088     | Carregueu una nova foto d'aquest monument                                                                                     |
| Ermita inacabada de Sant Antoni                               |              | Obra popular XIX Final                         | Falset Sota l'ermita de Sant Gregori, al pla del Castanyer            | 41° 08′ 23″ N, 0° 50′ 06″ E / 41.139850°N,0.835028°E | IPA-40089     | Ermita inacabada de Sant Antoni (Falset) · Vegeu més fotos d'aquest monument · Carregueu una nova foto d'aquest monument      |
| Carrer del Castell                                            | BCIL 2008    |                                                | Falset C. Bonaventura Pascó                                           | 41° 08′ 44″ N, 0° 49′ 04″ E / 41.145505°N,0.817739°E | IPA-41857     | Carregueu una nova foto d'aquest monument                                                                                     |
| Molí de la Vila, Molí de Falset                               |              | Obra popular XIX-XX                            | Falset Barranc dels Molins                                            | 41° 08′ 59″ N, 0° 46′ 37″ E / 41.149730°N,0.776937°E | IPA-45262     | Carregueu una nova foto d'aquest monument                                                                                     |
| Forn de calç Fontanals 1                                      |              | Obra popular XX                                | Falset Fontanals                                                      |                                                      | IPA-45266     | Carregueu una nova foto d'aquest monument                                                                                     |